# Clube Desportivo de Alcains
O Clube Desportivo de Alcains é um clube de futebol português sediado na vila de Alcains, Município e Distrito de Castelo Branco.
Tem como modalidade principal o futebol, com camadas jovens de formação e também uma equipa sénior que milita no Campeonato Distrital da AF Castelo Branco. O emblema é um histórico do futebol deste distrito onde já foi campeão distrital por diversas vezes, tendo um longo historial de presenças nos patamares nacionais, nomeadamente na III Divisão e II Divisão B.

## História
O clube foi fundado em 27 de julho de 1977. Desde a sua fundação, o futebol é a modalidade que mais atletas mobiliza sendo a coletividade alcainense com maior número de sócios: mais de 1 500 inscritos. Muitos deles são emigrantes, a mesma comunidade que ajudou a organizar inúmeras deslocações de atletas das camadas jovens aos estrangeiro, mais concretamente à zona de Paris para participar em torneios internacionais.
O ténis de mesa é a modalidade amadora que mais troféus deu até hoje ao CDA. Depois de um período de interregno, a secção foi reativada em 2007. Em Dezembro de 2007 foi organizado o 1.º Torneio Manuel Soares, em homenagem póstuma àquele que foi um dos principais dinamizadores da modalidade tendo sido também Presidente desta coletividade.

## Estádio
O Clube Desportivo de Alcains disputa os seus jogos no Campo de Jogos António Coelho Trigueiros de Aragão que tem capacidade para 1 750 lugares sentados e que foi inaugurado em 1963.

## Futebol
| Historial de participações          | Nº Presenças | Títulos |
| ----------------------------------- | ------------ | ------- |
| Temporadas na 1ª                    | 0            | 0       |
| Temporadas na 2ª                    | 0            | 0       |
| Temporadas na Liga 3                | 0            | 0       |
| Temporadas no CP                    | 4            | 0       |
| Temporadas na II Divisão (extinta)  | 7            | 0       |
| Temporadas na III Divisão (extinta) | 17           | 1       |
| Taça de Portugal                    | 33           | 0       |

(inclui época 2024/2025)

## Classificações
| Época | Nível | Classificação | Pts     | J  | V  | E  | D  | GM | GS | +/- | TP         |  |
| 2024 - 2025 | 4     | 13            | 12 pts  | 26 | 4  | 6  | 16 | 17 | 36 | -19 | 3ª Elim.   |  |
| 2023 - 2024 | 5     | 1             | 68 pts  | 26 | 22 | 2  | 2  | 75 | 15 | +62 | -          |  |
| 2022 - 2023 | 4     | 14            | 14 pts  | 25 | 4  | 2  | 19 | 23 | 47 | -24 | 1ª Elim.   |  |
| 2021 - 2022 | 5     | 2             | 68 pts  | 30 | 21 | 8  | 2  | 79 | 23 | +56 | -          |  |
| 2020 - 2021 | 3     | 10            | 29 pts  | 22 | 3  | 10 | 9  | 14 | 34 | -20 | 1ª Elim.   |  |
| 2019 - 2020 | 4     | 1             | 40 pts  | 14 | 13 | 1  | 0  | 55 | 7  | +47 | -          |  |
| 2018 - 2019 | 3     | 16            | 23 pts  | 34 | 5  | 8  | 21 | 21 | 48 | 27  | 1ª Elim.   |  |
| 2017 - 2018 | 4     | 1             | 54 pts  | 20 | 18 | 0  | 2  | 66 | 16 | +50 | 3ª Elim.   |  |
| 2016 - 2017 | 4     | 2             | 44 pts  | 20 | 13 | 5  | 2  | 45 | 13 | +32 | 2ª Elin.   |  |
| 2015 - 2016 | 4     | 3             | 41 pts  | 20 | 13 | 2  | 15 | 49 | 22 | +27 | 1ª Elim.   |  |
| 2014 - 2015 | 4     | 2             | 34 pts  | 18 | 10 | 4  | 4  | 35 | 16 | +19 | 3ª Elim.   |  |
| 2013 - 2014 | 4     | 2             | 46 pts  | 20 | 15 | 1  | 14 | 51 | 16 | +35 | -          |  |
| 2012 - 2013 | 5     | 2             | 43 pts  | 18 | 13 | 4  | 1  | 60 | 9  | +51 | -          |  |
| 2011 - 2012 | 5     | 6             | 38 pts  | 24 | 12 | 2  | 10 | 42 | 40 | +2  | -          |  |
| 2010 - 2011 | 5     | 4             | 27 pts  | 30 | 11 | 8  | 11 | 50 | 33 | +17 | -          |  |
| 2009 - 2010 | 4     | 11            | 10 pts  | 32 | 2  | 10 | 20 | 26 | 58 | -32 | 3ª Elim.   |  |
| 2008 - 2009 | 5     | 1             | 653 pts | 22 | 17 | 2  | 3  | 67 | 21 | +46 | -          |  |
| 2007 - 2008 | 5     | 3             | 57 pts  | 26 | 17 | 6  | 3  | 72 | 27 | +45 | -          |  |
| 2006 - 2007 | 5     | 7             | 43 pts  | 28 | 12 | 6  | 9  | 50 | 46 | +4  | -          |  |
| 2005 - 2006 | 6     | 1             | 39 pts  | 20 | 11 | 6  | 3  | 47 | 17 | +30 | -          |  |
| 2004 - 2005 | -     | -             | -       | -  | -  | -  | -  | -  | -  | -   | -          |  |
| 2003 - 2004 | 3     | 11            | 48 pts  | 38 | 11 | 15 | 12 | 52 | 55 | +3  | 3ª Elim.   |  |
| 2002 - 2003 | 4     | 1             | 65 pts  | 22 | 19 | 8  | 5  | 68 | 32 | +36 | 3ª Elim.   |  |
| 2001 - 2002 | 3     | 20            | 25 pts  | 38 | 6  | 7  | 25 | 39 | 67 | -28 | 3ª Elim.   |  |
| 2000 - 2001 | 3     | 10            | 49 pts  | 36 | 14 | 7  | 15 | 51 | 46 | +5  | 2ª Elim.   |  |
| 1999 - 2000 | 4     | 2             | 71 pts  | 34 | 21 | 8  | 5  | 92 | 44 | +48 | 4ª Elim.   |  |
| 1998 - 1999 | 4     | 15            | 37 pts  | 34 | 10 | 7  | 17 | 40 | 40 | 0   | 3ª Elim.   |  |
| 1997 - 1998 | 3     | 15            | 52 pts  | 26 | 16 | 4  | 6  | 53 | 24 | +29 | 2ª Elim.   |  |
| 1996 - 1997 | 3     | 11            | 42 pts  | 32 | 9  | 15 | 10 | 37 | 40 | -3  | 3ª Elim.   |  |
| 1995 - 1996 | 3     | 5             | 58 pts  | 34 | 18 | 4  | 12 | 55 | 42 | +13 | 4ª Elim.   |  |
| 1994 - 1995 | 3     | 12            | 31 pts  | 34 | 11 | 9  | 14 | 56 | 55 | +1  | 4ª Elim.   |  |
| 1993 - 1994 | 4     | 1             | 49 pts  | 34 | 21 | 7  | 6  | 67 | 31 | +36 | 3ª Elim.   |  |
| 1992 - 1993 | 4     | 4             | 45 pts  | 34 | 16 | 13 | 5  | 53 | 26 | +31 | 2ª Elim.   |  |
| 1991 - 1992 | 4     | 5             | 40 pts  | 34 | 14 | 12 | 8  | 45 | 27 | +18 | 1ª Elim.   |  |
| 1990 - 1991 | 4     | 12            | 27 pts  | 34 | 9  | 9  | 16 | 37 | 51 | +14 | 1/16 final |  |
| 1989 - 1990 | 3     | 14            | 25 pts  | 34 | 7  | 11 | 16 | 41 | 49 | -8  | 1ª Elim.   |  |
| 1988 - 1989 | 4     | 1             | 46 pts  | 26 | 21 | 4  | 1  | 46 | 17 | 29  | -          |  |
| Pts - Pontos; J - Jogos; V - Vitórias; E - Empates; D - Derrotas; GM - Golos Marcados; GS - Golos Sofridos; +/- - Diferença de Golos; TP - Taça de Portugal |       |               |         |    |    |    |    |    |    |     |            |  |

     Promoção à divisão superior
     Despromoção à divisão inferiror
- Legenda das cores dos níveis competitivos do futebol português

     1º nível (1ª Divisão / 1ª Liga)
     2º nível (até 1989/90 como 2ª Divisão Nacional, desde 1990/91 como 2ª Liga)
     3º nível (até 1989/90 como 3ª Divisão Nacional, de 1990/91 a 2012/13 como 2ª Divisão B, de 2013/14 a 2020/21 como Campeonato de Portugal e desde 2021/22 como Liga 3)
     4º nível (entre 1989/90 e 2012/2013 como 3ª Divisão, entre 1947/48 e 1989/90 e entre 2013/14 e 2020/21 como 1ª Divisão Distrital e desde 2021/22 como Campeonato de Portugal)
     5º nível (entre 1989/90 e 2012/2013 como 1ª Divisão Distrital, entre 1947/48 e 1989/90 e entre 2013/14 e 2020/21 como 2ª Divisão Distrital e desde 2021/22 como 1ª Divisão Distrital)
     6º nível (entre 1990/91 e 2012/13 e desde 2021/22 como 2ª Divisão Distrital) 

## Palmarés
- Campeonato Nacional da III Divisão: 1 (2002/03)[5]
- Campeonato Distrital de Futebol: 6 (1977/78, 1980/81, 1988/89, 2008/09, 2017/18, 2023/24)
- Campeonato Distrital de Futebol 2ª Divisão: 1 (2005/06)
- Taça de Honra AFCB: 6 (1980/81, 1988/89, 2008/09, 2014/15, 2021/22, 2023/24)
- Taça de Honra AFCB clubes provas nacionais: 3 (1986/87, 1995/96, 2001/02)